# Associazione Sportiva Lodigiani 1992-1993
Questa pagina raccoglie le informazioni riguardanti l'Associazione Sportiva Lodigiani nelle competizioni ufficiali della stagione 1992-1993.

## Rosa
| N. |                   | Ruolo | Calciatore             |
| -- | ----------------- | ----- | ---------------------- |
|    | Italia (bandiera) | D     | Roberto Arrigoni       |
|    | Italia (bandiera) | C     | Bruno Baldari          |
|    | Italia (bandiera) | D     | Alessandro Battisti    |
|    | Italia (bandiera) | C     | Federico Bettoni       |
|    | Italia (bandiera) | D     | Emanuele Bianchini (I) |
|    | Italia (bandiera) | P     | Paolo Bordoni          |
|    | Italia (bandiera) | A     | Giuseppe Campione      |
|    | Italia (bandiera) | C     | Marco Chirico          |
|    | Italia (bandiera) | A     | Salvo Fulvio D'Adderio |
|    | Italia (bandiera) | D     | Mario De Rosa          |
|    | Italia (bandiera) | A     | Fabio De Sibbi         |

| N. |                   | Ruolo | Calciatore            |
| -- | ----------------- | ----- | --------------------- |
|    | Italia (bandiera) | A     | Roberto Di Nicola     |
|    | Italia (bandiera) | P     | Silvio Lafuenti       |
|    | Italia (bandiera) | C     | Pino La Scala         |
|    | Italia (bandiera) | C     | Alessandro Loreti     |
|    | Italia (bandiera) | C     | Maurizio Manieri      |
|    | Italia (bandiera) | A     | Francesco Marino      |
|    | Italia (bandiera) | C     | Daniele Pasa          |
|    | Italia (bandiera) | D     | Raffaele Perna        |
|    | Italia (bandiera) | A     | Pier Luigi Pierozzi   |
|    | Italia (bandiera) | C     | Antonio Presta        |
|    | Italia (bandiera) | C     | Andrea Viola          |
|    | Italia (bandiera) | A     | Alessandro Carmellini |

## Risultati

### Campionato

#### Girone di andata
| 30 agosto 1992 1ª giornata | Lodigiani | 1 – 0 | Palermo |  |

| 6 settembre 1992 2ª giornata | Perugia | 1 – 0 | Lodigiani |  |

| 13 settembre 1992 3ª giornata | Lodigiani | 1 – 3 | Acireale |  |

| 20 settembre 1992 4ª giornata | Chieti | 1 – 0 | Lodigiani |  |

| 27 settembre 1992 5ª giornata | Lodigiani | 1 – 0 | Casarano |  |

| Nola 4 ottobre 1992 6ª giornata | Nola                       | 0 – 0 | Lodigiani | Stadio Comunale Piazza d'Armi (1.000 spett.)\| Arbitro: \| Daniele Tombolini (Ancona) \| |
| Arbitro:                        | Daniele Tombolini (Ancona) |       |           |                                                                                          |

| 18 ottobre 1992 7ª giornata | Lodigiani | 0 – 0 | Barletta |  |

| 25 ottobre 1992 8ª giornata | Lodigiani | 0 – 0 | Giarre |  |

| 1º novembre 1992 9ª giornata | Potenza | 3 – 0 | Lodigiani |  |

| 8 novembre 1992 10ª giornata | Lodigiani | 0 – 1 | Avellino |  |

| 15 novembre 1992 11ª giornata | Siracusa | 0 – 1 | Lodigiani |  |

| 22 novembre 1992 12ª giornata | Lodigiani | 1 – 0 | Ischia Isolaverde |  |

| 29 novembre 1992 13ª giornata | Reggina | 0 – 1 | Lodigiani |  |

| 16 dicembre 1992 14ª giornata | Lodigiani | 0 – 0 | Casertana |  |

| 13 dicembre 1992 15ª giornata | Messina | 3 – 0 | Lodigiani |  |

| 20 dicembre 1992 16ª giornata | Lodigiani | 3 – 0 | Catania |  |

| 27 dicembre 1992 17ª giornata | Salernitana | 1 – 0 | Lodigiani |  |

#### Girone di ritorno
| 24 gennaio 1993 18ª giornata | Palermo | 2 – 0 | Lodigiani |  |

| 31 gennaio 1993 19ª giornata | Lodigiani | 2 – 2 | Perugia |  |

| 7 febbraio 1993 20ª giornata | Acireale | 0 – 0 | Lodigiani |  |

| 14 febbraio 1993 21ª giornata | Lodigiani | 2 – 2 | Chieti |  |

| 21 febbraio 1993 22ª giornata | Casarano | 1 – 1 | Lodigiani |  |

| Roma 7 marzo 1993 23ª giornata | Lodigiani          | 0 – 0 | Nola | Stadio Flaminio\| Arbitro: \| Gregori (Piacenza) \| |
| Arbitro:                       | Gregori (Piacenza) |       |      |                                                     |

| 14 marzo 1993 24ª giornata | Barletta | 2 – 1 | Lodigiani |  |

| 21 marzo 1993 25ª giornata | Giarre | 2 – 0 | Lodigiani |  |

| 28 marzo 1993 26ª giornata | Lodigiani | 1 – 1 | Potenza |  |

| 4 aprile 1993 27ª giornata | Avellino | 0 – 0 | Lodigiani |  |

| 18 aprile 1993 28ª giornata | Lodigiani | 2 – 2 | Siracusa |  |

| 25 aprile 1993 29ª giornata | Ischia Isolaverde | 2 – 0 | Lodigiani |  |

| 2 maggio 1993 30ª giornata | Lodigiani | 0 – 1 | Reggina |  |

| 9 maggio 1993 31ª giornata | Casertana | 0 – 2 | Lodigiani |  |

| 16 maggio 1993 32ª giornata | Lodigiani | 3 – 0 | Messina |  |

| 23 maggio 1993 33ª giornata | Catania | 0 – 1 | Lodigiani |  |

| 30 maggio 1993 34ª giornata | Lodigiani | 1 – 1 | Salernitana |  |